# Małgorzata Socha

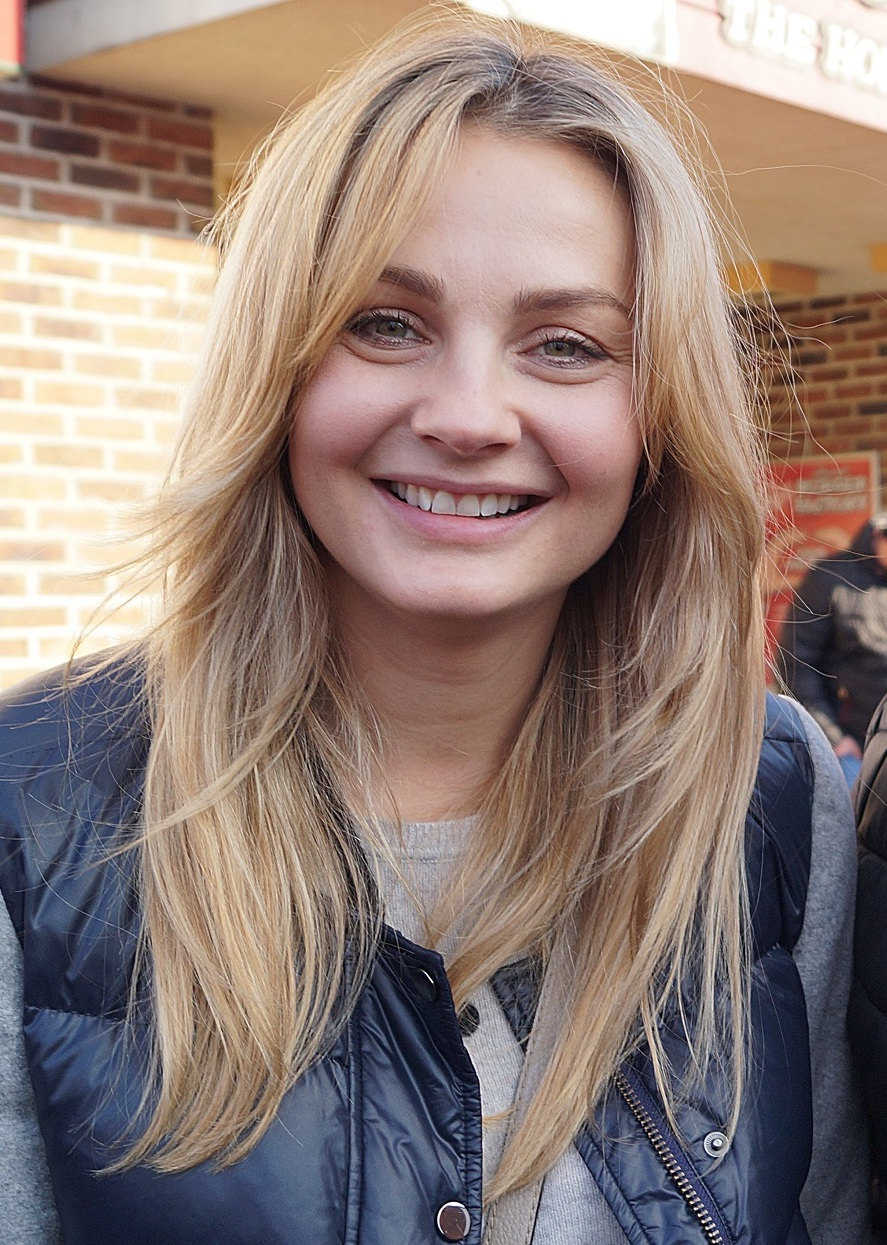
Małgorzata Socha (2019)

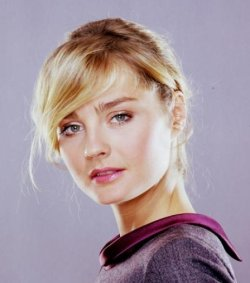
Małgorzata Socha (2008)

Małgorzata Socha (sinh ngày 23 tháng 4 năm 1980 tại Warszawa) là một diễn viên người Ba Lan. Cô nổi tiếng với các bộ phim truyền hình dài tập, chẳng hạn như BrzydUla, Na Wspólnej và Przyjaciółki.

## Sự nghiệp
Małgorzata Socha tốt nghiệp Học viện nghệ thuật sân khấu quốc gia Aleksander Zelwerowicz ở Warszawa vào năm 2003. Năm 1998 là lần đầu cô xuất hiện trên truyền hình với vai diễn Kate trong sê-ri phim truyền hình Złotopolscy. Năm 2000, cô cũng đóng một trong những vai chính trong bộ phim hài To my của đạo diễn Waldemar Szarek. Năm 2019, cô đóng vai Alicja, nữ chính trong bộ phim điện ảnh Jak poślubić milionera? do Filipa Zylbera làm đạo diễn.

## Đời tư
Małgorzata Socha kết hôn với kỹ sư Krzysztof Wiśniewski vào ngày 5 tháng 7 năm 2008 và có với nhau 3 người con: Zofia (sinh năm 2013), Barbara (sinh năm 2017) và Stanisław (sinh năm 2018).

## Phim chọn lọc
| Năm  | Tiêu đề                       | Vai diễn    | Ghi chú |
| ---- | ----------------------------- | ----------- | ------- |
| 2005 | Po sezonie                    | Dasia       |         |
| 2005 | Lawstorant                    | Jola        |         |
| 2006 | Miłość w przejściu podziemnym | Kaśka       |         |
| 2010 | Śniadanie do łóżka            | Marta Biała |         |
| 2010 | Weekend                       | Maja        |         |
| 2011 | Och, Karol 2                  | Maria       |         |
| 2012 | Być jak Kazimierz Deyna       | giáo viên   |         |
| 2012 | The Snow Queen                | Alfida      | [ 6 ]   |
| 2014 | Wkręceni 2                    | Klementyna  |         |